# Pilemia tigrina
Pilemia tigrina är en skalbaggsart som först beskrevs av Étienne Mulsant 1851.  Pilemia tigrina ingår i släktet Pilemia och familjen långhorningar.
Artens utbredningsområde är Ukraina. Inga underarter finns listade i Catalogue of Life.